# Borotalco
Borotalco è un marchio di prodotti per la cura e l'igiene personale della Manetti & Roberts, azienda italiana di Firenze controllata dalla multinazionale Bolton Group di Milano.

## Storia
Il chimico inglese Henry Roberts (1819-1879), titolare della H. Roberts & Co. di Firenze, nel 1878 inventò il talco borato, un nuovo tipo di prodotto composto da una polvere bianca a base di talco, importato dal Piemonte, ed acido borico per l'igiene della pelle, cui diede il marchionimo di borotalco. Il prodotto riscosse enorme successo commerciale e verrà utilizzato in prevalenza da donne e bambini.
Dal 1904 il borotalco venne messo in commercio in un barattolo di latta verde con il marchio Roberts, e negli anni a venire il barattolo divenne di plastica, sempre di colore verde. Nel 1915 furono pubblicate locandine per pubblicizzare i numerosi usi che si possono fare della polvere di talco.
Nel 1921 l'azienda di Roberts si fuse con un'altra nota farmacia fiorentina di proprietà di Lorenzo Manetti (1864-1931), creando appunto la Manetti & Roberts. Furono in seguito prodotte e messe in commercio da altre ditte, altre sostanze simili al borotalco, ma l'esclusiva dell'utilizzo del termine  borotalco da parte di Manetti & Roberts per indicare il suo prodotto, fu stabilita nel 1929 dalla Corte di cassazione.
Nel 1957 vennero realizzati dei caroselli RAI riguardanti questo prodotto. Dopo il passaggio di M&R sotto il controllo della multinazionale Bolton Group, avvenuto nel 1992, divenne Borotalco Roberts e iniziò a comprendere anche altri prodotti, come saponi e deodoranti. In seguito si evolvono i deodoranti, che utilizzano sali di alluminio per il loro potere antitraspirante.
Dagli anni 2000 i prodotti vengono commercializzati con il solo marchio Borotalco.

## Ingrediente chiave
Il talco utilizzato nei prodotti Borotalco è di origine 100% italiana, estratto dalla miniera della Val Chisone a Torino. Il talco subisce un processo che comprende selezione, essiccazione, polverizzazione e decontaminazione per garantire un prodotto finale di alta qualità, privo di amianto o asbesto. I rigorosi controlli di qualità sono verificati periodicamente da laboratori certificati indipendenti, inclusi quelli del Politecnico di Torino certificato dal Ministero della salute.

## Generalità e dati
Borotalco è il secondo marchio per importanza della Manetti & Roberts, dopo Neutro Roberts. Con il marchio vengono prodotti e commercializzati dalla M&R, bagnoschiuma, docciaschiuma, deodoranti, saponi, e il tradizionale talco.